# Ngoco Co
Ngoco Co (kinesiska: Ezuo Cuo, 哦坐错) är en sjö i Kina. Den ligger i den autonoma regionen Tibet, i den sydvästra delen av landet, omkring 530 kilometer nordväst om regionhuvudstaden Lhasa. Trakten runt Ngoco Co består i huvudsak av gräsmarker.
Genomsnittlig årsnederbörd är 321 millimeter. Den regnigaste månaden är augusti, med i genomsnitt 75 mm nederbörd, och den torraste är januari, med 3 mm nederbörd.